# Nino Ferrer
Nino Ferrer, pseudonimo di Agostino Arturo Maria Ferrari (Genova, 15 agosto 1934 – Montcuq, 13 agosto 1998), è stato un cantautore, antropologo ed etnologo italiano naturalizzato francese.
Artista poliedrico, dai mille interessi, adorato dal pubblico francese che vede in lui un musicista di culto, ma anche persona schiva e riservata, arrivato in Francia dopo la seconda guerra mondiale, durante gli studi in archeologia suonava in un gruppo jazz amatoriale. Dopo aver terminato gli studi, decise di tentare una carriera nella musica e finì per riscuotere un tardivo successo nel 1966 con Mirza, una canzone venata di umorismo su un uomo che ha perso il suo cane e lo cerca ovunque. Sperimenterà quindi un periodo durante il quale colleziona successi in Francia (Les Cornichons, Oh! Hé! Hein! Bon!, Le Téléfon, La Rua Madureira) e in Italia (Agata, La pelle nera, Il re d'Inghilterra, Viva la campagna). Deviando completamente dall'ondata di yéyé in cui non si riconosce, moltiplica i generi musicali (progressive rock, funk, folk-rock, e anche il rock psichedelico) in album che sconcertano il grande pubblico.
Dopo il successo nel 1975 della sua canzone Le sud, il divario tra le sue aspirazioni artistiche e il successo della sua immagine pubblica come cantante di varietà lo delude e finisce per rompere con l'industria dello spettacolo. Ha gradualmente interrotto l'attività musicale per dedicarsi alla pittura.
In occasione dell'uscita di una compilation dei suoi più grandi successi, nei primi anni '90 ha riguadagnato il favore del pubblico, pubblicando nuovi album ed esibendosi in numerosi concerti. Si è suicidato nel 1998, vittima di un episodio di depressione in seguito alla morte della madre di cui si considerava responsabile. Lasciando l'immagine di una personalità arrabbiata, complessa, sensibile, romantica ed esigente con se stessa, Nino Ferrer compose oltre 200 canzoni con molteplici influenze.

## Biografia

### Infanzia (1934–1946)
Agostino Ferrari è l'unico figlio di Pietro (detto Pierre) Ferrari (1901-1981), nato in una delle famiglie più facoltose di Genova, rigorosamente cresciuto da genitori amanti della musica classica, e Raymonde Magnin (1912-1998), nata a Nouméa da una famiglia modesta, soprannominata subito Mounette dai suoi genitori, appassionata di teatro e letteratura. Pierre Ferrari, i cui genitori hanno vanificato la vocazione letteraria, ha conseguito un dottorato in chimica, per poi entrare in Nuova Caledonia come direttore di uno stabilimento della Société Le Nickel grazie alle capacità interpersonali del padre. Nel 1932, Mounette e Pierre si incontrarono lì dopo uno spettacolo teatrale. Sposata nel 1933, la coppia decise pochi mesi dopo di trascorrere una vacanza in Italia. Agostino Ferrari è nato a Genova mentre i suoi genitori vivevano con i nonni paterni. Tornato in Nuova Caledonia, la sua famiglia gli offre un ambiente spensierato in cui emerge rapidamente il suo carattere determinato e persino arrabbiato. I suoi genitori decidono di trascorrere un'altra vacanza in Italia nel 1939, e si ritrovano bloccati lì all'inizio della seconda guerra mondiale.
La famiglia si trasferì a Roma, poi, in mancanza di soldi, si unì ai Ferrari che vivevano in comunità, lontano dalla guerra, in una casa di famiglia situata a Stazzano. Agostino, presto chiamato Nino, è cresciuto lì tra i suoi cugini, scoprendo l'opera italiana e i cantanti di varietà degli anni '30. Suo padre voleva che imparasse l'italiano come priorità. Il francese, con il quale comunica soltanto con sua madre, si sta deteriorando. Quest'ultimo, per paura dei bombardamenti sempre più frequenti, lo ritira dalla scuola comunale per assicurare un'istruzione personale. Crescendo, divenne un bambino solitario, leggendo e perlustrando la campagna alla ricerca di coleotteri che collezionava. Nel 1943 fece la prima comunione, essendo anche lui un chierichetto.

### Gli studi e il jazz, primo amore artistico (1947–1958)
Finita la guerra, la coppia Ferrari si trasferì a Parigi nel 1947. Pierre Ferrari infatti voleva allontanarsi dall'Italia e conservava piacevoli ricordi della Francia dove trascorse qualche mese prima di partire per la Nuova Caledonia. Il giovane Nino, che non ha una buona padronanza della lingua francese che alterna con un forte accento italiano, è poi vittima di scherni da parte dei compagni di scuola, ai quali reagisce violentemente. La sua educazione fu quindi segnata da frequenti cambi di istituto; i suoi genitori si sforzarono di iscriverlo, ad ogni allontanamento, in lussuosi istituti (Henri-IV, Janson-de-Sailly, Saint-Louis, Saint-Jean-de-Passy, dove conobbe una allora sconosciuta Brigitte Bardot) ma dove è, per l'ennesima volta, oggetto di scherno a causa dei limitati mezzi finanziari dalla sua famiglia. Intorno ai 15 anni inizia a disegnare, dipingere e scrivere i suoi primi testi, alcuni dei quali furono musicati da lui molto più tardi.
Da adolescente, mentre è ricoverato a casa durante un'influenza, scopre il jazz su una radio a galena che ascolta di notte nella sua stanza, e che «gli permette di decollare verso un altro mondo». All'inizio degli anni '50 provò vari strumenti che aveva noleggiato in un negozio in Boulevard Saint-Germain. Il banjo e il contrabbasso divennero rapidamente popolari. Nel 1953, mentre frequentava il primo anno di propedeutica alla Sorbona, conosce Richard Bennett, liceale che, come lui, faceva parte della borghesia della Rive gauche e vuole dedicarsi a suonare la batteria. I due giovani instaurano un'amicizia che durerà per tutta la vita.

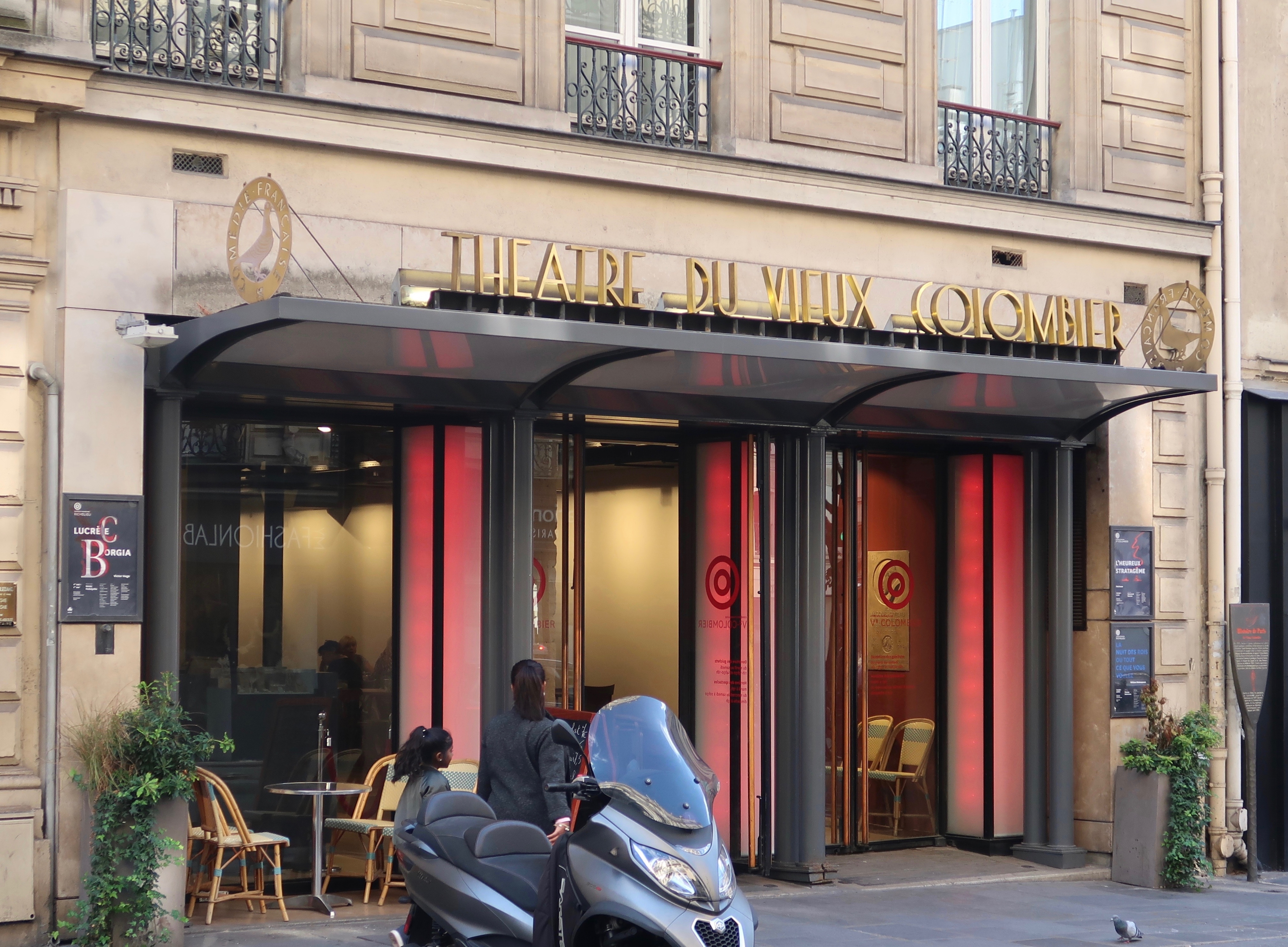
Ingresso al Théâtre du Vieux-Colombier. L'omonimo jazz club si trovava nella cantina di questo edificio.

Con un cugino di Bennett che suona il clarinetto formano un trio suonando il jazz di New Orleans nei giardini pubblici di Parigi o sulle rive della Senna vicino al Pont Neuf. Spicca il loro gruppo, chiamato The Dixie Cats, e in cui ora suona il contrabbasso. Nel 1956 vince un concorso riservato alle orchestre jazz amatoriali organizzato dalla rivista Jazz Hot. I giovani accompagnano per i tre anni successivi i balli delle grandi scuole parigine passando in locali famosi come il Vieux-Colombier, animando l'estate dei casinò provinciali, in modo che abbiano intenzione di trasformare la loro passione in una professione. Nino propone regolarmente al pubblico le sue canzoni, tra cui C'est irréparable scritta in seguito alla rottura nel 1953 della sua relazione sentimentale con una studentessa di nome Claire, rottura che lo farà soffrire e dalla quale sarà molto segnato. Ma la sua voce roca incontra difficoltà a piacere agli amanti del jazz.
Spinto dai genitori, per i quali non era possibile una carriera di musicista – a parte la musica classica –, continuò i suoi studi anche alla Sorbona. Si laureò in lettere e filosofia nel 1953 specializzandosi in etnologia e storia delle religioni, dove studiò la vita quotidiana dell'uomo primigenio, con particolare riferimento ai culti religiosi, approfondendoli nel dipartimento di preistoria del Musée de l'Homme di Parigi. Dopo la conclusione degli studi si dedicò all'archeologia. Allievo di André Leroi-Gourhan, partecipò più volte agli scavi nelle Grotte di Arcy-sur-Cure, dove animava le serate intorno al fuoco con la sua chitarra. Nel 1957, sempre sotto la supervisione di Leroi-Gourhan, partecipò agli scavi a Santander.

### Tempo di scelte (1959–1960)
I Dixie Cats accompagnano regolarmente i jazzisti nei club in cui si esibiscono. Cercando di pubblicare un primo disco, Richard Bennett convince il presidente di Les Disques a pubblicare un 45 giri con il trombettista Bill Coleman per esibirsi a una festa organizzata da HEC. Bill Coleman presenta Richard Bennett & The Dixie Cats, un maxi-45 a tre tracce uscito nel febbraio 1959, venduto solo nel mondo studentesco. Poco dopo è uscito un secondo disco in occasione di una festa alla scuola nazionale veterinaria di Maison-Alfort.

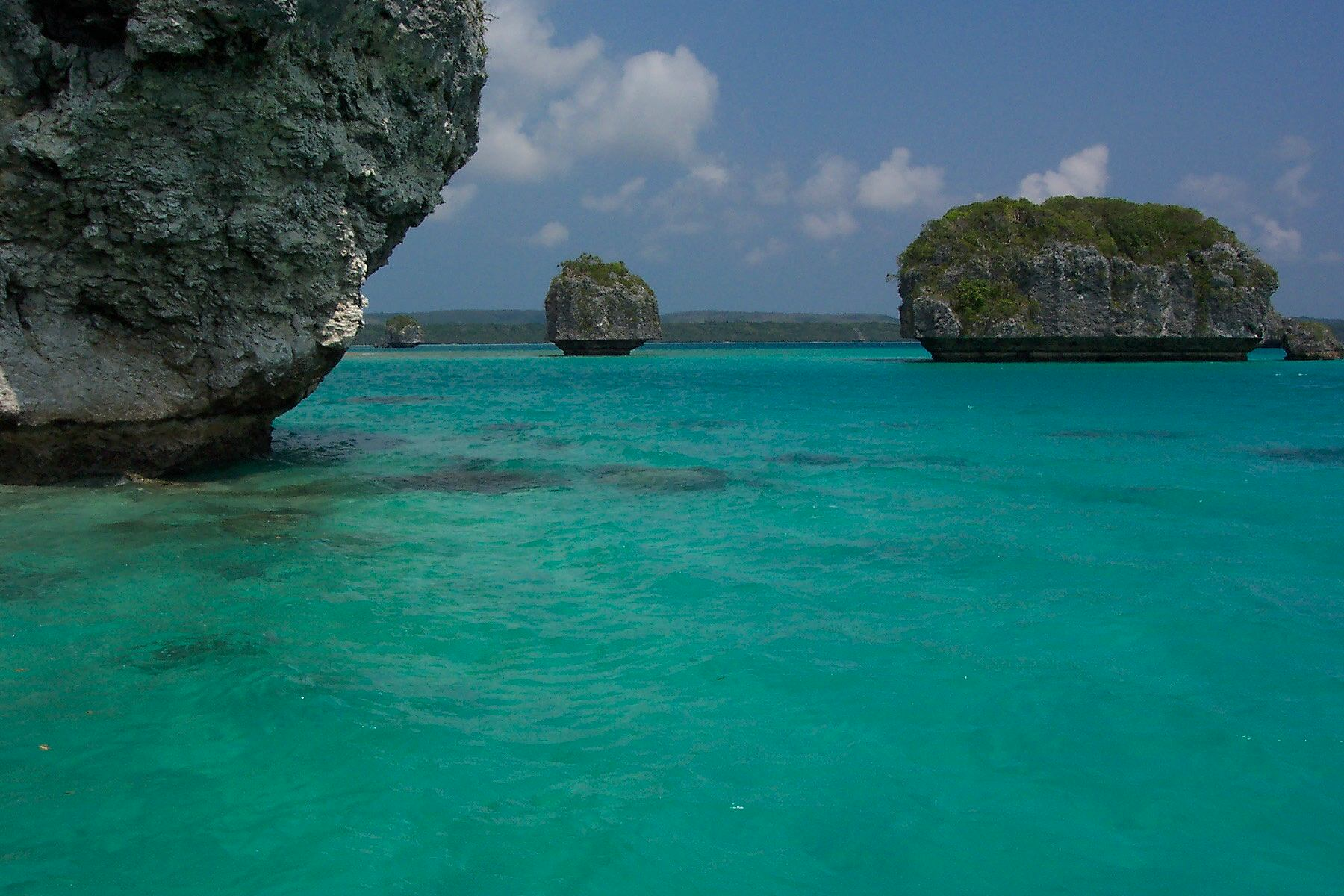
Baia di Upi, Île des Pins (Nuova Caledonia).

La collaborazione di Nino Ferrari con i Dixie Cats termina per lui nell'estate del 1959. La nonna materna, sentendo avvicinarsi la fine della sua vita, e con il pretesto della fine degli studi del nipote, lo invita in Nuova Caledonia. Indeciso tra una carriera da musicista e un'altra da archeologo, vede l'opportunità di concedersi del tempo. Il 1º agosto si imbarca su una nave di cui diventa presto protagonista, animando serate innaffiate di champagne, accompagnato dalla sua chitarra. Questo viaggio, durante il quale moltiplicò i suoi incontri, fu scandito da diverse tappe che gli permisero di dedicarsi alla pittura. Apprendendo della morte della nonna mentre si trova a Tahiti, Nino si reca ugualmente in Nuova Caledonia dove ritrova parte della sua famiglia e i paesaggi della sua prima infanzia. Lì ha partecipato a una campagna di scavi archeologici in Nuova Zelanda sull'Île des Pins.
Tornato in Francia durante l'estate del 1960, dovendo scegliere il suo percorso di vita, si trovò completamente allo sbando. Secondo i desideri dei suoi genitori, per i quali non doveva diventare un cantante, ha completato i suoi studi scrivendo canzoni senza realmente pensare di poterne fare una professione. Alla fine rinunciò alla carriera di archeologo che, oltre al basso reddito che consente, difficilmente lo attraeva, pianificando un periodo di tempo per diventare un rappresentante di vendita. Si concede finalmente un periodo di due o tre anni per trovare il successo in campo musicale e ritrova il suo posto nei Dixie Cats che accompagnano sempre Bill Coleman.

### Inizi difficili (1960–1965)
Le sue ambizioni vennero frustrate dall'ondata in Francia del rock'n'roll. Notò subito che il jazz suonato dai Dixies Cats era passato di moda. Il gruppo, ribattezzato RB RB ("Richard Bennet Rythm'n and Blues") si riorienta verso il blues e rhythm and blues e Nino scambia il suo contrabbasso con un basso elettrico. Durante l'estate del 1961, RB RB accompagnò il tour di Les Chaussettes Noirs, suonando poi ogni sera nella prima parte, alternativamente, di Ray Charles e Count Basie al Festival del Jazz di Antibes. Ma come spiegò Richard Bennett, fu uno shock vedere l'immenso successo di una nuova generazione «di ragazzi che erano allo stesso livello di noi 10 anni prima, quando abbiamo iniziato». Il gruppo, disilluso, si sciolse alla fine dell'estate.
Non considerandosi al suo posto nella generazione di yéyé, Nino Ferrari si sottopone senza successo ad audizioni a Parigi, sperando di farsi conoscere come cantante della "Rive Gauche". Fu assunto nel 1962 come bassista in un'orchestra twist dove poteva eseguire cover, il che gli permise di acquisire maggiore familiarità con il canto. Questo secondo gruppo, chiamato TNT, scomparve nell'autunno del 1962, una volta caduta la moda del twist. Viene quindi contattato da Richard Bennett che gli propone di rimettere insieme i Dixie Cats per una giovane artista americana, Nancy Holloway, in cerca di un gruppo che la accompagni. Ha avuto successo nella primavera del 1963, e spesso gli ha lasciato spazio per una o due canzoni nel mezzo dei suoi concerti oltre ai tanti duetti che hanno eseguito. In questo periodo compare con il nome di Nino Ferrari, o Laurent Tosca. Sta infatti cercando un nome d'arte, per rispetto dei suoi genitori e nonni che disapproverebbero una carriera come artista con il suo vero nome.
Oltre ad accompagnare Nancy Holloway moltiplica le esibizioni con Bennett nei cabaret jazz e finisce per essere notato. Nel novembre 1963 una rivista annunciò il lancio di "Nino Ferrair, già soprannominato il Ray Charles francese": l'artista trovò il suo nome d'arte cambiando il Ferrair con Ferrer e fu presentato al manager dell'etichetta Bel Air. Il suo primo disco, Pour oublier qu'on s'est aimé, uscì alla fine di novembre del 1963 ma le difficoltà gestionali di questa etichetta ne ostacolano la promozione. Contiene la canzone C'est irréparable, scritta dieci anni prima e che riscuoterà un grande successo attraverso tante cover, tra le quali quella di Mina, intitolata Un anno d'amore e omaggiata più tardi da Pedro Almodóvar nel film Tacchi a spillo – nella versione di Mina – e da Bernardo Bertolucci, in versione originale, nel film The Dreamers - I sognatori.
Il cantante prende parte al suo primo programma televisivo nel febbraio 1964 e scopre il cinema interpretando un piccolo ruolo nei film Lasciate sparare... chi ci sa fare di Guy Lefranc, uscito nel 1964, e Jeff Gordon spaccatutto di Raoul André, uscito nel 1965, e imperniati sulle avventure dell'agente segreto Jeff Gordon, interpretato da Eddie Constantine. Un secondo maxi 45 giri fu pubblicato nel marzo del 1964, quando l'etichetta Bel Air era allo sbando. Alla fine dell'estate passò alla Riviera, un'altra sottomarca dell'etichetta Barclay. Una terza registrazione fu pubblicata nel gennaio 1965 e non ebbe più successo delle prime due. Le sue canzoni mancano della scintilla che permetterebbe al pubblico di prendere fuoco: il cantante italiano, che ha un'idea nobile della musica, si rifiuta di applicare ricette facili. Mentre sta per essere licenziato ottiene una tregua grazie all'intervento del suo amico Richard Bennett che si è appena unito a Riviera come produttore musicale.

### Mirzae altri successi popolari (1966–1967)
Come ogni estate da diversi anni, Nino Ferrer si impegna ad animare le serate di vari locali del sud della Francia. Mentre si esibisce in trio al Playa, un club-ristorante di Saint-Raphaël, durante un'interruzione si abbandona a una bonaria improvvisazione. Il proprietario del locale, preoccupato, cerca il suo cane; Nino afferra il microfono, dicendo: «"Non hai visto Mirza?" ». Poi continua con «La la la la la la», ispirato da un successo di Stevie Wonder, Fingertips. In pochi giorni il brano è interamente composto e il cantante ha modo di misurare la sua buona accoglienza da parte del pubblico davanti al quale si sta esibendo.
Il disco dell'ultima chance, Mirza, uscì alla fine del 1965 e divenne un fenomeno di vendite nel 1966, anche grazie al supporto dello spettacolo radiofonico Salut le copains: Nino Ferrer inizia a riscuotere successo. Il cantante è per due settimane la prima parte di Hugues Aufray all'Olympia nel marzo 1966, e invitato a comparire sul  Photo du siecle  per la rivista Salut le copains. Alla fine è assente dalla foto, essendosi presentato deliberatamente troppo tardi per il servizio fotografico.
Lo stesso anno, apparve come bassista in due dischi riservati di Gottamou (Bernard Estardy, Nino Ferrer, Richard Hertel), questo trio è infatti quello che si era esibito a Playa l'anno precedente: per lui si tratta di offrirsi un momento di relax prima di continuare con un nuovo album a suo nome. Assaporando questo successo da tempo inseguito, Nino Ferrer coltiva questa insolita vena umoristica con titoli come Le Téléfon, oppure Oh! Hé! Hein! Bon!, che lo impongono nel ruolo del cantante insolito che trova da subito troppo restrittivo. Nel 1967 assunse Jacqueline Monestier, soprannominata Kinou, una giovane donna di 20 anni, come sua assistente personale. Lei installò il suo ufficio nell'appartamento dei genitori del cantante. Poche settimane dopo iniziarono una relazione, quando la carriera cominciava ad avere molte difficoltà.

### Il grande successo italiano (1967–1970)

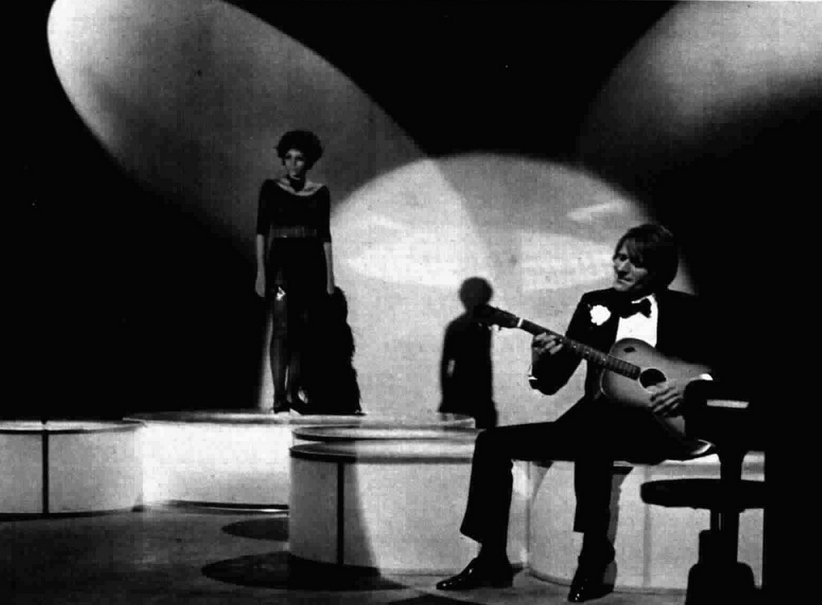
Nino Ferrer in uno spettacolo televisivo italiano (1970)

I suoi dischi continuano ad essere pubblicati in Francia con altrettanto successo (Mao et Moa, e il molto più ironico Mon copain Bismarck). La sua canzone Les Hommes à tout faire, tratta dall'album Agata pubblicato in Francia nel 1969 accompagna i titoli della serie televisiva Agénce Interim, prodotto da Marcel Moussy e Pierre Neurrisse e trasmessa nel settembre dello stesso anno sul primo canale della ORTF. Nino Ferrer appare sullo schermo mentre esegue la canzone, accompagnato dai suoi musicisti, a metà dei titoli di coda.
Dal 1967 moltiplicò i viaggi di andata e ritorno tra Francia e Italia. Ferrer inizia a sfornare successi a 45 giri con un ritmo incalzante: accanto a motivi facili come il tango di Agata – il suo successo più grande, che arriva ai primi posti delle classifiche – Donna Rosa e Al telefono, ne spiccano altri in cui in un testo apparentemente banale si accennano temi importanti. La pelle nera, rimasta nella memoria di tutti per il celebre ritornello che all'epoca suscitò scalpore, sfiora il tema del razzismo come pretesto per esaltare la grande vocalità di molti artisti "soul" di colore a cui rendeva omaggio; Il re d'Inghilterra (presentata al Festival di Sanremo 1968) è una sorta di ironico pamphlet contro tutte le guerre; infine, Viva la campagna è un inno assai scanzonato a favore della vita all'aria aperta contro lo stress cittadino.
Tra il 1968 e il 1969 – biennio d'oro a livello commerciale per il cantante italo-francese – viene invitato a due popolari trasmissioni televisive italiane: Settevoci con Pippo Baudo – dove cantò anche la sigla, la già citata Donna Rosa scritta dallo stesso conduttore e che diventa anche un film al quale però il cantante non partecipa – e Io, Agata e tu con Raffaella Carrà. Nel 1970 prese parte a un'edizione della trasmissione radiofonica Gran varietà – nel quale cantò anche la sigla, Chiamatemi Don Giovanni – e partecipò nuovamente al Festival di Sanremo con il brano Re di cuori in abbinamento con Caterina Caselli, ripresentandosi l'anno seguente con Amsterdam in abbinamento con Rosanna Fratello, ma ottenne scarso successo in entrambi i casi. Nel 1970, dopo avere preso parte a un altro film, L'età selvaggia diretto da Marcel Camus, forse stanco e un po' irritato del colossale successo piombato improvvisamente, arriva un brusco cambiamento di rotta. In Italia ha anche un'occasione per mettere ordine nella sua vita privata: nel 1969 si trasferisce a Roma con Kinou, che diventa la sua compagna ufficiale.
Tra il 1970 e il 1971 incontrò presto alcuni musicisti, in particolare Giorgio Giombolini e Santino Rocchetti, che lo introdussero al rock progressivo, genere musicale ancora sconosciuto in Francia. Accompagnato da Giombolini, Rocchetti e altri musicisti, tenne diversi concerti nel 1970, uno dei quali immortalato dal disco Rats and Rolls, cantato principalmente in italiano e pubblicato dalla filiale italiana della sua casa discografica.

### Ambizioni artistiche incomprese (1971–1975)
Frustrato dalla sua permanenza in Italia per motivi professionali (Rats and Rolls non beneficia di alcuna promozione) e personali (si confronta con il conservatorismo cattolico della società italiana), Nino Ferrer torna in Francia e minaccia di sporgere denuncia contro la sua casa discografica. Eddie Barclay gli propone, per porre fine alla polemica, di pubblicare una versione francese di Rats and Rolls.
Métronomie, uscito alla fine del 1971, comprende quindi la maggior parte dei brani dell'album uscito in Italia l'anno precedente. Sebbene il cantante lo consideri il suo primo vero album e ci riponga molta ambizione, è ampiamente ignorato dal grande pubblico. Tuttavia, uno dei suoi titoli, La Maison près de la fontaine, riscuote un grande successo. Prese poi parte alla registrazione del primo adattamento francese dell'opera rock Jesus Christ Superstar.
In seguito all'incontro con Mickey Finn nell'estate del 1972, esce l'album Nino Ferrer and Leggs, dallo stile molto più crudo e scandito da lunghi assoli di chitarra elettrica nel 1973. Nino Ferrer voleva dare libero sfogo ai suoi desideri e alla sua creatività musicale, ma neanche questo secondo album incontrò il favore del pubblico.
Il primo figlio di Nino e Kinou, Pierre, nasce nel settembre del 1973. Vivevano a La Martinière, una proprietà in stile coloniale acquistata nel 1968 a Rueil-Malmaison nella periferia di Parigi; aveva uno studio di registrazione allestito lì per avere la massima libertà artistica possibile. Questa proprietà, che gli ricorda l'Italia e la Nuova Caledonia della sua infanzia, gli ispira le parole di Le Sud, un pezzo con gli accenti del country-folk americano che incise nel novembre 1973. Le Sud diventa il primo titolo dell'album dai ritmi funky Nino and Radiah, cantato interamente in inglese e pubblicato nel 1974 su una nuova etichetta, la CBS, dopo il mancato rinnovo del contratto da parte della Barclay che è diffidente dei continui cambiamenti di stile dell'artista.
Ma è con la sua versione francese di Le Sud, la cui pubblicazione a 45 giri gli è stata imposta dalla CBS in cambio dell'uscita di Nino et Radiah e che non gli piace per niente, che il cantante sta riscuotendo il suo più grande successo. Il disco arriva a vendere oltre un milione di copie in Francia diventando uno degli hit della primavera 1975 mentre Nino et Radiah ottiene un piccolo successo di stima, che rafforza la sua amarezza, sempre più convinto di essere un artista vittima della logica commerciale dell'industria discografica. Si rifiuta quindi di garantire qualsiasi promozione del seguente album, Suite en œuf, che passa completamente inosservato nonostante alcuni titoli (Les Morceaux de Fer, Song for Nathalie) restino tra i suoi migliori, che gli valgono un rapporto sempre più problematico con la CBS.

### Rottura con l'industria musicale (1976–1977)
Il cantante decide di fare un passo indietro rispetto al microcosmo parigino. Affrontando contrattualmente un terzo album alla CBS, si trasferì allo Château de Blanat dove fece trasferire lo studio di registrazione La Martinière e registrò lì un numero sufficiente di canzoni per rispettare l'impegno contrattuale con la casa discografica. Ma considera queste registrazioni, cantate in inglese, italiano e francese, di qualità troppo buona per essere consegnate alla CBS che, secondo lui, non le merita. Decide di tornare a La Martinière, fa reinstallare il suo studio e, circondandosi di amici che hanno collaborato con lui in diversi momenti della sua carriera, registra rapidamente un album tutto sommato un po' pasticciato, Véritables variétés verdâtres, dal titolo univoco. Pubblicato dalla CBS nel 1977, è l'ennesimo fallimento commerciale.
Durante il suo soggiorno a Blanat realizzò, grazie al reddito generato dalle vendite di Le Sud, l'acquisizione di "La Taillade", una bastide situata nel cuore di Quercy Blanc nella regione di Vaux vicino a Montcuq. Un tempo tentato di partire per gli Stati Uniti – consigliato dal suo amico Richard Bennett che cerca di permettergli di firmare un contratto con una grande casa discografica d'oltre Atlantico – decide finalmente di stabilirsi definitivamente a La Taillade e vi apre uno studio di registrazione, dal nome di Studio Barbérine.

### Fallimento della nuova carriera musicale e pensionamento (1978–1989)
Con Mickey Finn rilevò i nastri registrati a Blanat per molti mesi. Kinou e Nino Ferrer si sposarono nella massima segretezza il 30 dicembre 1978 a Saint Cyprien e il loro secondo figlio, Arthur, nasce il 14 febbraio 1979. Nello stesso anno l'album Blanat, dalle venature rock, che il cantante dichiarerà essere il suo disco preferito, viene pubblicato da una piccola etichetta indipendente specializzata in jazz, la Free Bird Records, e molto ben accolto dalla critica. Sta andando in tournée con Jacques Higelin, ma il fallimento della Free Bird vanifica la promozione di Blanat, le cui vendite, ancora una volta, sono modeste. A La Taillade Nino Ferrer, che vive del reddito generato dai suoi grandi successi, si dedica all'allevamento di cavalli, che gli ispira la canzone Sémiramis; ma non potendo sopportare di doverli vendere, rinuncia piuttosto rapidamente a questa attività.
Tra il 1980 e il 1983 gli album La Carmencita, Ex-Libris e Rock'n'roll cowboy furono pubblicati dalla WEA, con ancora poca promozione e successo. Alcune sue canzoni, in cui lancia vere e proprie diatribe contro i media e l'industria musicale (Télé Libre, Rock n'Roll Cowboy, The Redneck Look), sono vittime di una censura implicita. Lui stesso non è più invitato alla radio e alla televisione a seguito di dure interviste in cui dà libero sfogo al suo risentimento. Alla fine del 1983 un solo concerto all'Olympia, di cui i suoi parenti dovevano assicurarsi la promozione, è però per lui l'occasione per misurare che la sua popolarità è rimasta intatta nonostante tutti questi anni di insuccesso.
Nel 1982 è tornato al cinema interpretando uno dei ruoli principali, quello del medico Steve Julien, nel film  Litan : La Cité des spectres verts  di Jean-Pierre Mocky. Ma il film, violentemente stroncato dalla critica, è un fallimento – non sarà neanche distribuito in Italia – e a Nino Ferrer non verrà più offerto alcun ruolo. Nel 1986 13th album, pubblicato su un'etichetta privata, non vende. Contiene la canzone L'arche de Noé, dal musical omonimo in cui interpreta per il suo più grande piacere il ruolo di Dio circondato da una folla di animali e che incontra un successo abbastanza significativo, così come L'Année de la Comète, in cui riafferma le sue convinzioni e preoccupazioni ecologiste che aveva espresso in Métronomie.
Ritiratosi a La Taillade, si dedica in modo solitario alla pittura: questa seconda passione gli procura, secondo le sue stesse dichiarazioni, molte più soddisfazioni della musica perché non ha bisogno di tener conto dell'opinione altrui per realizzare i suoi quadri. Viene nominato Cavaliere delle Arti e delle Lettere nel 1986.

### Un nuovo inizio (1989–1995)

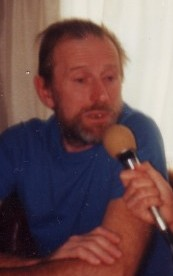
Nino Ferrer negli anni '90

Nel 1989 Nino Ferrer chiese e ottenne la nazionalità francese per celebrare – secondo sue dichiarazioni – il bicentenario della Rivoluzione francese. Ha registrato una versione della Marsigliese, accompagnato da un coro di bambini con il quale si è esibito nel programma televisivo  Champs-Élysées condotto da Michel Drucker. Lo stesso anno cerca di riallacciarsi con il suo pubblico italiano pubblicando l'album, dal titolo emblematico, Che fine ha fatto Nino Ferrer?, ma questo LP, con alcuni dei suoi grandi successi cantati in italiano, con un nuovo arrangiamento, ottiene soltanto un moderato successo.
All'inizio degli anni '90 venne riscoperto in Francia dalla nuova generazione grazie all'uscita di una compilation. La musica lo riprende e inizia la registrazione di un nuovo album in compagnia di amici tra cui Mickey Finn e Diane Véret, una dei suoi coristi che vive a La Taillade. L'album La Désabusion, registrato in casa e illustrato dai suoi dipinti, uscì nel 1993 dall'etichetta Fnac Music sotto l'egida di Yves Bigot e Philippe Poustis (rispettivamente direttore generale e direttore artistico dell'etichetta) e gode di ottime recensioni nonostante una produzione artigianale. La Vie chez les automobiles, compilando diversi titoli cantati e/o scritti dai membri della sua famiglia (suo figlio Arthur e sua moglie Kinou), accompagna La Désabusion nel 1994 come bonus. Compare nella trasmissione Roxy Bar condotta da Red Ronnie – suo grande estimatore – su Videomusic, poi TMC2: questa sarà l'ultima sua apparizione pubblica su una televisione italiana.
Durante questo periodo Nino Ferrer espone i suoi quadri a Parigi, poi va in tournée per promuovere La Désabusion. La sua ultima registrazione, Concerto Chez Harry, è una testimonianza di questo tour.

### Fine della carriera e morte (1995–1998)
Fu durante la promozione di La Désabusion che la sua ultima apparizione televisiva in assoluto ebbe luogo nel 1994 in Taratata, condotta da Nagui e a lui dedicata.
Durante questo tour e la registrazione di Concerto chez Harry si accorse che il suo udito stava diminuendo, il che lo colpì profondamente, poiché non aveva mai imparato la teoria musicale e componeva sempre a orecchio, cercando nuove armonie. Da quel momento in poi pensò alla realizzazione di un album finale. Nel giugno del 1998 sua madre Mounette, che viveva al suo fianco nella sua proprietà a La Taillade dalla morte del padre avvenuta nel 1981, si spense all'età di 86 anni dopo diversi mesi durante i quali ebbe significativi problemi di salute (ebbe un ictus e un arresto cardiaco) e si era gradualmente indebolita. Kinou Ferrari attribuisce la sua morte alle conseguenze di una violenta caduta subita mentre Nino le mostrava i nuovi sviluppi della sua proprietà.
Secondo i suoi primi biografi il suicidio ha perseguitato Nino Ferrer dall'età adulta. Nella primavera del 1998, quando lo stato di salute della madre non lasciava dubbi sulla sua imminente fine, iniziò a scrivere un diario manoscritto (il precedente era stato interrotto quarant'anni prima) che intitolò 1998 et suite (peut-être). Lì lascia solo bozze di nuove canzoni e un testamento in rima, in cui si scusa con chi gli è vicino per il suo carattere irascibile e lancia le sue ultime accuse contro lo show business. Dopo la morte della madre, di cui si considera responsabile, Nino Ferrer sprofonda in una grave depressione che preoccupa chi gli sta vicino e interrompe le prime sessioni di registrazione di quello che vuole essere il suo ultimo album, Suite et fin, e di cui da allora è stato pubblicato un solo pezzo, L'Innocence, inciso con il figlio Pierre. All'inizio di agosto c'erano molti segnali che stesse organizzando il proprio suicidio.
Preoccupata, la moglie manda a chiamare un medico al quale Nino dichiara che tra due giorni si ucciderà. Quest'ultimo non lo prende sul serio e gli prescrive ansiolitici che lo fanno precipitare in uno stato di intensa esaltazione. Il giorno dopo, in occasione di un pranzo organizzato per il compleanno di Kinou, pretende di essere chiamato d'ora in poi "Don Nino Ferrer", in riferimento a Don Chisciotte, prima di spogliarsi e di tuffarsi nudo nella piscina della sua proprietà. La mattina dopo riesce a tenere lontana Kinou chiedendole di andare a spargere le ceneri di Mounette nel giardino di La Taillade. Indossa una vecchia giacca che portava in concerto negli anni '60 e un cappello che ricorda quelli che indossava ai tempi di Le Sud. Lascia lettere per i suoi parenti in vari punti della sua proprietà, prende la sua automobile, si reca in un campo da dove ha goduto della vista della regione del Quercy e si toglie la vita con un colpo di fucile.
Il suo amico Richard Bennett racconta che, pochi mesi prima della sua scomparsa, il cantante lo aveva chiamato, dicendogli di passare in una discoteca dove lo avrebbe trovato. È disilluso e dice: «La prossima volta che ci vedremo, sarà per raccontarci le nostre malattie, le nostre storie sulla prostata». Cercò di tirarlo su di morale, ma aggiunse: «Ti rendi conto che ho scritto, composto e prodotto quasi duecento canzoni e la gente ne conosce solo tre? È come un pittore prolifico di cui si conoscono solo tre dipinti, perché tutti gli altri sono rinchiusi in casse». Bennett aggiunge che «Nino è sempre stato eccessivo, ultrasensibile e contraddittorio e la sua situazione lo indebolisce».
Il corpo di Nino Ferrer è stato cremato e le sue ceneri sono state sparse in luoghi diversi, inclusa una parte nel cimitero comunale di Montcuq, nel dipartimento di Lot.

## Discografia

### 33 giri
- 1966 - Enregistrement public (Riviera, 421068 S) per Francia e Canada
- 1967 - Nino Ferrer (Riviera, 421 081) per Francia e Germania
- 1969 - Nino Ferrer (Riviera, 521123) per Francia, Canada e Spagna
- 1969 - Agostino Ferrari ovvero Nino Ferrer (Riviera, RIV/LP 80005)
- 1969 - Per voi giovani (Riviera, RIV/LP 80006)
- 1970 - Rats and rolls (Riviera, RIV/LP 80016; dal vivo)
- 1971 - Métronomie (Riviera, 421.082) per Francia, Russia e Canada
- 1972 - Nino Ferrer and Leggs (Riviera, 421.084) per Francia e Canada
- 1974 - Nino and Radiah (CBS, CBS 80624)
- 1976 - Suite en oeuf (CBS, CBS 81586)
- 1977 - Veritables variétés verdâtres (CBS, CBS 82301)
- 1980 - Blanat WEA, 58 497)
- 1980 - La Carmencita WEA, 58248) per Francia e Canada
- 1982 - Ex-libris WEA, 58 446)
- 1983 - Rock'n'roll cow-boy Vogue, 540057)
- 1986 - 13è album Le Chant du Monde, LDX 74866)
- 1989 - Che fine ha fatto Nino Ferrer? New Enigma Records, NEM 47731)
- 1993 - La dèsabusion FNAC Music, 592 166)

### CD
- 1993 - La vie chez les automobiles Fnac Music, 592167)
- 1996 - Concert chez Harry Sun Records, 012332) - dal vivo, uscito anche in Canada
- 2012 - Agostino Ferrari ovvero Nino Ferrer (On Sale Music, 64 OSM 087; ristampa del 33 giri del 1969)
- 2012 - È colpa tua... Gertrude (On Sale Music, 64 OSM 088; ristampa in cd di brani pubblicati solo su 45 giri)

### 45 giri
- 1966 - È colpa tua/Me ne andrò (Riviera, RIV 504)
- 1966 - Mirza/La mia vita per te (Riviera, RIV 511)
- 1967 - La pelle nera/Se mi vuoi sempre bene (Riviera, RIV 520)
- 1967 - Le telephone/Mao et moa (Riviera, RIV 523)
- 1967 - Al telefono/La mia vita per te (Riviera, RIV 524)
- 1968 - Il re d'Inghilterra/Una bambina bionda e blu (Riviera, RIV/NP 77004)
- 1968 - Non ti capisco più/Marilù (Riviera, RIV/NP 77006)
- 1969 - Donna Rosa/Monsieur Machin (Riviera, RIV/NP 77015)
- 1969 - Mamadou Memé (Mamadou Meme)/Il baccalà (Les cornichons) (Riviera, RIV/NP 77020)
- 1969 - Agata/Les petites filles de bonne famille (Riviera, RIV/NP 77027)
- 1969 - Agata/La Rua Madureira (Riviera, RIV/NP 77027; stesso numero di catalogo e lato A, diverso lato B)
- 1970 - Chiamatemi Don Giovanni/Je vends des robes (Riviera, RIV/NP 77034)
- 1970 - Re di cuori/Un giorno come un altro (Riviera, RIV/NP 77036)
- 1970 - Viva la campagna/La Rua Madureira (Riviera, RIV/NP 77037)
- 1970 - Io, tu e il mare/Les Yeux de Laurence (Riviera, RIV/NP 77043)
- 1971 - Amsterdam/Gertrude (Riviera, RIV/NP 77050)
- 1975 - Il sud/The Garden (Love, LV 2000)